# Pál Teleki (calciatore)
Pál Teleki (Arad, 25 marzo 1906 – 1º marzo 1984) è stato un calciatore e allenatore di calcio rumeno naturalizzato ungherese, di ruolo attaccante.

## Palmarès

### Giocatore

#### Competizioni nazionali
- Campionato rumeno: 1

Chinezul Timișoara: 1926-1927